# Fontoura Xavier
Fontoura Xavier é um município brasileiro do estado do Rio Grande do Sul.

## História
A região hoje ocupada por Fontoura Xavier, foi no século XVII, visitada pelos jesuítas. Dados históricos relatam que a área onde hoje está o município era sede da 15ª Redução Jesuíta. A prova material desta redução é a pedra marco divisor de ervais dos jesuítas, que faz parte do acervo histórico municipal.
Posteriormente, a Região foi ocupada por portugueses e brasileiros. De etnia predominante portuguesa, entre os seus habitantes também existem alemães, italianos e descendentes de nativos. Entre os acontecimentos históricos, talvez o mais destacado tenha sido a Guerra do Fão, em 1932, por ocasião da Revolução Constitucionalista.
Conta-se que, de passagem pelo distrito, o ilustre Fontoura Xavier , hospedou-se em um dos hotéis da cidade onde encontrou-se com o professor Ernesto Ferreira Maia, presenteando-o com o livro de "Poesias Opalas".
Na ocasião da emancipação e a escolha do nome do novo município, Ernesto Ferreira Maia querendo homenagear o amigo enviou um ofício à Câmara de Vereadores de Soledade sugerindo o nome de Fontoura Xavier, que foi aprovado pela referida casa.

## Geografia
Localiza-se a uma latitude 28º58'58" sul e a uma longitude 52º20'45" oeste, estando a uma altitude de 773 metros. Sua população estimada em 2005 era de 12.289 habitantes.

## Subdivisões

### Distritos
| Distrito        | População |
| --------------- | --------- |
| Campo Novo      | 864       |
| Fontoura Xavier | 7026      |

## Economia
O município é sede da Cooperativa de Energia e Desenvolvimentos Rurais de Fontoura Xavier (CERFOX), empresa que fornece energia elétrica para 36 municípios do interior do Rio Grande do Sul, tendo atualmente 16 mil associados em seu quadro social.